# Club Leandro N. Alem
Club Deportivo y Mutual Leandro N. Alem é um clube de futebol argentino sediado na cidade de General Rodríguez. Atualmente disputa a Primera D Metropolitana (Quinta Divisão).

## História
O clube foi fundado em 24 de maio de 1925 por funcionários da empresa de produtos lácteos "La Serenísima", daí veio o apelido "El lechero". Filiado à Asociación del Fútbol Argentino desde 1957, militou sempre nas divisões inferiores do país, alternando-se entre a Primera C e a Primera D Metropolitana.
Seu nome é uma homenagem a Leandro Nicéforo Alem, fundador da Unión Cívica Radical e padrinho político do ex-presidente Hipólito Yrigoyen.

## Uniforme
- Uniforme titular: Camisa azul com uma faixa horizontal amarela, calção azul e meias azuis;
- Uniforme reserva: Camisa branca com uma faixa dividida em verde, amarelo e azul e com punhos verdes nas mangas, calção branco e meias brancas;

## Links
- Site oficial do Club Leandro N. Alem (em castelhano)